# Thanatephorus biapiculatus
Thanatephorus biapiculatus é uma espécie de fungo pertencente à família Ceratobasidiaceae.